# Melaniparus
Melaniparus är ett släkte i fågelfamiljen mesar med arter som alla förekommer i Afrika söder om Sahara.

## Arter i släktet
Melaniparus omfattar 14 arter:
- Savannmes (M. guineensis)
- Vitvingad mes (M. leucomelas)
- Rostbukig mes (M. rufiventris)
- Vitbukig mes (M. albiventris)
- Sotmes (M. niger)
- Namibmes (M. carpi)
- Skiffermes (M. funereus)
- Miombomes (M. griseiventris)
- Ruwenzorimes (M. fasciiventer)
- Somaliames (M. thruppi)
- Finkmes (M. fringillinus)
- Vitryggig mes (M. leuconotus)
- Akaciames (M. cinerascens)
- Kapmes (M. afer)

## Systematik
Tidigare placerades arterna i släktet Parus, men genetiska studier från 2013 visar att de utgör en distinkt utvecklingslinje.